# Manuel Carrasco (pianista)
Manuel Carrasco Tubío (Cádiz, 15 de marzo de 1971) es un pianista y compositor español.

## Biografía
Nace en 1971, en la ciudad de Cádiz de una familia de músicos, su padre es Ángel Carrasco, y su madre era cantante, al igual que su tío. Su abuelo paterno era guitarrista.
Sus estudios los comienza en el conservatorio Manuel de Falla con Rafael Prieto, donde luego fue al Superior Manuel de Falla con Ana Guijarro y Manuel de Diego, continuando en el de Liceo con Ramón Coll, estudiando en el de Escorial con Eduardo Armenteros y piano Anatol Pouvson.
Al Real conservatorio superior de música de Madrid, sus estudios de piano los hizo con Manuel Cárra y composición con Antón García Abril.  Ha participados en diversos cursos de perfeccionamiento: curso impartido por Vlado Perlemuter, Dimitri Bashkirov y Hans Graff Viena.

## Galardones

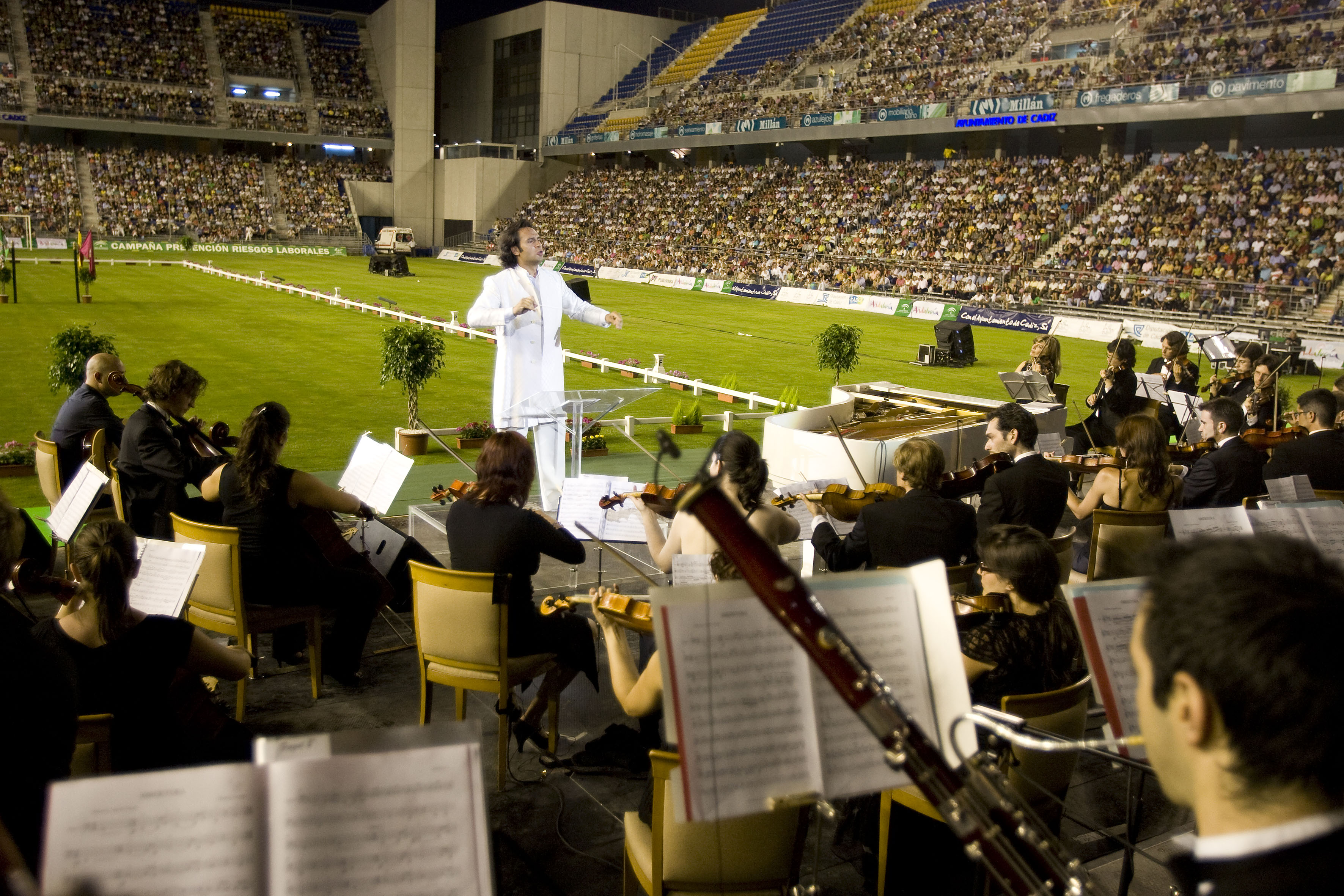
Dirigiendo orquesta

En su carrera ha recibido diversos galardones, como la Zipa de Oro en 1987, Premio Carmen Ibáñez del XIV Concurso Nacional de Jóvenes Pianistas (1994) o el primer premio en el Concurso Internacional de Piano en Lyon, 1995.

## Proyectos
Actualmente se encuentra grabando su nuevo trabajo con la violinista Natasha Korsakova

## Obras
En 2015 se estrena su disco Sinfonía Ecuestre, grabado con la Royal Philharmonic Orchestra de Londres para el espectáculo de la Real Escuela Andaluza del Arte Ecuestre.